# Рудня (Сарненський район)
Ру́дня — село в Україні, в Сарненському районі Рівненської області. Входить до Висоцької сільської громади. До 2020 року підпорядковувалося Людинській сільській раді Дубровицького району. Населення становить 511 осіб (2011).

## Назва
Польською мовою згадується як Rudnia, російською — як Рудня.

## Географія
Відстань до Висоцька складає 8 км, до Дубровиці — 18 км, до залізничної станції Дубровиця — 21 км.[джерело?]

### Клімат
Клімат у селі вологий континентальний («Dfb» за класифікацією кліматів Кеппена). Опадів 610 мм на рік. Найменша кількість опадів спостерігається в лютому й сягає у середньому 29 мм. Найбільша кількість опадів випадає в червні — близько 89 мм. Різниця в опадах між сухими та вологими місяцями становить 60 мм. Пересічна температура січня — -5,6 °C, липня — 18,6 °C. Річна амплітуда температур становить 24,2 °C.
| Клімат Рудні                      | Клімат Рудні | Клімат Рудні | Клімат Рудні | Клімат Рудні | Клімат Рудні | Клімат Рудні | Клімат Рудні | Клімат Рудні | Клімат Рудні | Клімат Рудні | Клімат Рудні | Клімат Рудні | Клімат Рудні |
| Показник                          | Січ.         | Лют.         | Бер.         | Квіт.        | Трав.        | Черв.        | Лип.         | Серп.        | Вер.         | Жовт.        | Лист.        | Груд.        | Рік          |
| Середній максимум, °C             | −2,6         | −1,3         | 3,4          | 12,4         | 19,3         | 22,9         | 23,9         | 23,1         | 18,2         | 11,7         | 4,8          | 0,0          | 11,3         |
| Середня температура, °C           | −5,6         | −4,5         | −0,3         | 7,5          | 13,7         | 17,5         | 18,6         | 17,7         | 13,2         | 7,7          | 2,3          | −2,5         | 7,1          |
| Середній мінімум, °C              | −8,5         | −7,7         | −3,9         | 2,7          | 8,2          | 12,1         | 13,3         | 12,3         | 8,3          | 3,8          | −0,2         | −5           | 2,9          |
| Норма опадів, мм                  | 36           | 29           | 29           | 42           | 56           | 89           | 81           | 64           | 57           | 45           | 41           | 41           | 610          |
| --------------------------------- | ------------ | ------------ | ------------ | ------------ | ------------ | ------------ | ------------ | ------------ | ------------ | ------------ | ------------ | ------------ | ------------ |
| Джерело: Climate-Data.org (англ.) |              |              |              |              |              |              |              |              |              |              |              |              |              |

## Історія
Село Рудня розташоване поблизу старих ранньосередньовічних городищ і селищ, над автомобільною дорогою Старокостянтинів — Городище. А колись, це був Волинський тракт, що проходив через саме село. В назві села збереглися відомості про заняття місцевих жителів ще з часів добування та переробки болотної руди на залізо. На цей вид корисних копалин ці болотні краї були багаті. В межах села ймовірно було значне родовище руди.[джерело?]
Стародавня людина тут поселилася ще 35-15 тис. років тому. Тоді в цій місцевості з'явилися мезолітичні племена північного (поліського) типу. Вони займалися полюванням, рибальством, збиральництвом та спорудженням легкого житла а також майстерно обробляли камінь, виготовляючи з нього вістря стріл, шкребки, проколки, різці, сокири, молотки та інше. Тут про це свідчать сім місць проживання людини, які відкрили вчені — археологи. Це археологічні пам'ятки, розташовані поблизу села, а саме:[джерело?]
- дві стоянки, поселення та могильник в заплаві річки Сирань (притока річки Горинь), на лівому березі, (ІХ — УІ тис. до н. е., У — ІІ тис. до н. е., 1Х — Х тис., ІІ тис до н. е.) розмір 100×200 м;
- стоянка мезолітична в урочищі «Млин, Млинища» (УІІ тис. до н. е.), розмір (80х50м);
- стоянка фінальнопалеолітична (ІХ — УІ до н. е.) площа 120×70 м;
- поселення ранньослов'янське на північно — східній частині піщаного мису, на відстані 800 метрів на схід від села (початок І тис. н. е.) розмір 120 х 70 метрів.

В краєзнавчій літературі перша згадка про село датується 1552 роком, проте джерело звідки взята дата, не вказується. В 1861 році село Рудня є приписним до дубровицької Різдво Богородичної православної церкви (кам'яної).[джерело?]
До 1917 року село входило до складу Російської імперії. У 1906 році село входило до складу Висоцької волості Рівненського повіту Волинської губернії Російської імперії. У 1918—1920 роки нетривалий час перебувало в складі Української Народної Республіки.
У 1921—1939 роки входило до складу Польщі. У 1921 році село входило до складу гміни Висоцьк Сарненського повіту Поліського воєводства Польської Республіки. 1 січня 1923 року розпорядженням Ради Міністрів Польщі Висоцька гміна вилучена із Сарненського повіту і включена до Столінського повіту. У 1935 році село Рудня разом з хутором Правосудівка належало до однойменної громади гміни Висоцьк Поліського воєводства.
З 1939 року — у складі Рівненської області УРСР. У роки Другої світової війни деякі мешканці села долучилися до національно-визвольної боротьби в лавах УПА та ОУН. У липні 1941 року до села зайшли німці. У роки війни тут також діяли формування Бульби (Боровця). У 1943 році прийшли на Полісся групи ОУН УПА (Б).[джерело?] За даними українського націоналістичного підпілля 27 жовтня 1943 року більшовицька банда пограбувала село та вбила господарчого. Загалом встановлено 29 жителів села, які брали участь у визвольних змаганнях, з них 10 загинуло, 13 було репресовано.
У 1944 році у селі знову встановлений радянський контроль. Збройний опір УПА проти більшовицької окупації тривав до 1951 року.[джерело?]
У 1947 році село Рудня разом з хутором Прасодівка підпорядковувалося Руднянській сільській раді Висоцького району Ровенської області УРСР.
Відповідно до прийнятої в грудні 1989 року постанови Ради Міністрів УРСР село занесене до переліку населених пунктів, які зазнали радіоактивного забруднення внаслідок аварії на Чорнобильській АЕС, жителям виплачувалася грошова допомога. Згідно з постановою Кабінету Міністрів Української РСР, ухваленою в липні 1991 року, село належало до зони гарантованого добровільного відселення. На кінець 1993 року забруднення ґрунтів становило 5,44 Кі/км² (137Cs + 134Cs), молока — 5,54 мКі/л (137Cs + 134Cs), картоплі — 0,84 мКі/кг (137Cs + 134Cs), сумарна доза опромінення — 211 мбер, з якої: зовнішнього — 71 мбер, загальна від радіонуклідів — 14 мбер (з них Cs — 136 мбер, Sr — 3 мбер).

## Населення
Станом на 1859 рік, у власницькому селі Рудня налічувалося 11 дворів та 120 жителів (67 чоловіків і 53 жінок), з них 113 православних і 7 євреїв. Станом на 1906 рік у селі було 34 двори та мешкало 347 осіб.
За переписом населення Польщі 10 вересня 1921 року в селі та сусідньому хуторі Прасодівка разом налічувалося 71 будинок та 459 мешканців, з них: 220 чоловіків та 239 жінок; 449 православних, 6 юдеїв та 4 римо-католики; 449 українців, 6 євреїв та 4 поляки.
Згідно з переписом УРСР 1989 року чисельність наявного населення села становила 581 особа, з яких 282 чоловіки та 299 жінок. На кінець 1993 року в селі мешкало 617 жителів, з них 179 — дітей.
За переписом населення України 2001 року в селі мешкала 581 особа. Станом на 1 січня 2011 року населення села становить 511 осіб.

### Мова
Розподіл населення за рідною мовою за даними перепису 2001 року:
| Мова       | Відсоток |
| ---------- | -------- |
| українська | 99,49 %  |
| російська  | 0,34 %   |

### Вікова і статева структура
Структура жителів села за віком і статтю (станом на 2011 рік):
| Вік   | Чоловіків | Жінок | Разом |
| ----- | --------- | ----- | ----- |
| 0-17  | 50        | 41    | 91    |
| 18-39 | 28        | 61    | 89    |
| 40-59 | 82        | 66    | 148   |
| 60+   | 101       | 82    | 183   |
| Разом | 261       | 250   | 511   |

### Соціально-економічні показники
| Працездатне населення | Працездатне населення | Працездатне населення | Працездатне населення | Працездатне населення | Працездатне населення | Непрацездатне населення | Непрацездатне населення | Непрацездатне населення | Непрацездатне населення | Непрацездатне населення | Непрацездатне населення | Все населення |
| Чоловіки              | Чоловіки              | Жінки                 | Жінки                 | Разом                 | Разом                 | Чоловіки                | Чоловіки                | Жінки                   | Жінки                   | Разом                   | Разом                   | 511           |
| ос.                   | %                     | ос.                   | %                     | ос.                   | %                     | ос.                     | %                       | ос.                     | %                       | ос.                     | %                       | 511           |
| --------------------- | --------------------- | --------------------- | --------------------- | --------------------- | --------------------- | ----------------------- | ----------------------- | ----------------------- | ----------------------- | ----------------------- | ----------------------- | ------------- |
| 174                   | 33                    | 138                   | 26                    | 312                   | 59                    | 97                      | 18                      | 117                     | 22                      | 214                     | 40                      | 511           |

| Зайняті  | Зайняті  | Зайняті | Зайняті | Зайняті | Зайняті | Безробітні | Безробітні | Безробітні | Безробітні | Безробітні | Безробітні | Все населення |
| Чоловіки | Чоловіки | Жінки   | Жінки   | Разом   | Разом   | Чоловіки   | Чоловіки   | Жінки      | Жінки      | Разом      | Разом      | 511           |
| ос.      | %        | ос.     | %       | ос.     | %       | ос.        | %          | ос.        | %          | ос.        | %          | 511           |
| -------- | -------- | ------- | ------- | ------- | ------- | ---------- | ---------- | ---------- | ---------- | ---------- | ---------- | ------------- |
| 148      | 7        | 147     | 7       | 295     | 14      | 456        | 22         | 408        | 20         | 864        | 42         | 511           |

| Дорослі | Діти | Пенсіонери | Інваліди Німецько-радянської війни | Учасники бойових дій | Інваліди всіх груп і категорій | Люди, які обслуговуються служб. соц. допом. на дому | Неповні сім'ї | Діти з неповних сімей | Багатодітні сім'ї | Діти з багатодітних сімей | Діти-інваліди | Діти-сироти | Одинокі багатодітні матері |
| ------- | ---- | ---------- | ---------------------------------- | -------------------- | ------------------------------ | --------------------------------------------------- | ------------- | --------------------- | ----------------- | ------------------------- | ------------- | ----------- | -------------------------- |
| 420     | 112  | 139        | -                                  | -                    | 32                             | 3                                                   | 4             | 5                     | 10                | 34                        | -             | 3           | -                          |

## Політика

### Органи влади
Місцеві органи влади представлені Людинською сільською радою.

### Вибори
Село входить до виборчого округу № 155. У селі розташована виборча дільниця № 560270. Станом на 2011 рік кількість виборців становила 411 осіб.

## Культура
У селі працює Руднянський сільський клуб на 56 місць. Діє Руднянська публічно-шкільна бібліотека, книжковий фонд якої становлять 4635 книг та яка має 2 місця для читання, 1 особу персоналу, кількість читачів — 400 осіб.

## Релігія
Список конфесійних громад станом на 2011 рік:
| Релігійна громада УПЦ (Свято-Парескевської) | УПЦ (МП) | 12 лютого 2001 | 120 | Церква | [ 31 ] |
| — православні.                              |          |                |     |        |        |

## Освіта
У селі діє Руднянська загальноосвітня школа І ступеня. У 2011 році в ній навчалося 14 учнів (із 80 розрахованих) та викладало 4 учителі.

#### Книги
- Літопис УПА / НАН України. Інститут української археографії та джерелознавства ім . М. С. Грушевського. — Київ-Торонто : Видавництво «Літопис УПА» та ін, 2007. — Т. 11: Мережа ОУН(б) і запілля УПА на території ВО «Заграва», «Турів», «Богун» (серпень 1942 — грудень 1943 рр.). — 849 с.

#### Офіційні дані та нормативно-правові акти
- Паспорт Дубровицького району (станом на 1 січня 2011 року) (doc). Дубровицька районна рада. Архів оригіналу за 10 лютий 2015. Процитовано 16 жовтня 2019.

#### Мапи
- Історичний Атлас України / Гол. ред. Л. Винар; Упорядн.: І. Тесля, Е. Тютько. Українське історичне товариство. — Монреаль; Нью-Йорк; Мюнхен, 1980. — 182 с.